# Slovenski Javornik
Slovenski Javornik is een plaats in Slovenië en maakt deel uit van de gemeente Jesenice in de NUTS-3-regio Gorenjska. De plaats telde 1.951 inwoners op 1 januari 2020.